# Ministro degli esteri
Il ministro degli esteri è il membro del governo preposto a rappresentare il proprio Stato e a firmare accordi vincolanti sul piano del diritto internazionale. Secondo la convenzione di Vienna sul diritto dei trattati del 1969 (articolo 7), il ministro degli esteri - insieme al capo di Stato e di governo - è considerato rappresentante dello Stato per tutti gli atti relativi alla conclusione di un trattato senza essere tenuto ad esibire i pieni poteri. In generale, è l'intermediario abituale, ma non esclusivo tra lo Stato e i Paesi terzi.

## Ministro degli affari esteri della Repubblica Italiana
Il ministro degli affari esteri è il vertice politico del Ministero degli affari esteri della Repubblica Italiana ed ha quindi la funzione di indirizzo politico del dicastero degli esteri. Tale funzione si esplica in particolare attraverso la definizione di programmi e obiettivi da realizzare sulla base delle linee generali indicate dal governo per l'attuazione della politica estera del governo italiano.

### Funzioni
Secondo il d.P.R. 5 gennaio 1967, n.18, spettano al ministro degli affari esteri le seguenti principali attribuzioni:
1. definizione delle posizioni italiane in materia di politica internazionale;
2. gestione dei rapporti politici, economici, sociali e culturali con l'estero (Stati e organizzazioni internazionali);
3. rappresentanza e tutela degli interessi italiani in sede europea e in altri consessi internazionali;
4. stipulazione di trattati e convenzioni;
5. cooperazione allo sviluppo;
6. tutela delle collettività italiane all'estero.

Il ministro degli esteri della Repubblica italiana è inoltre membro del Consiglio Supremo di Difesa e di numerosi comitati interministeriali, incluso il Comitato interministeriale per la programmazione economica (CIPE), il Comitato interministeriale per la sicurezza della repubblica (CISR) e il Comitato interministeriale per gli affari comunitari europei (CIACE)

### Uffici di diretta collaborazione del ministro
Come previsto dal d.P.R n. 233/2001, a coadiuvare direttamente il ministro nell'esercizio delle sue funzioni sono preposti i seguenti uffici:
1. il Gabinetto, il cui capo svolge attività di coordinamento di tutti gli uffici di collaborazione con il ministro;
2. la Segreteria particolare del ministro, che opera alle dirette dipendenze del ministro curandone, attraverso il capo della Segreteria, l'agenda, la corrispondenza e i rapporti personali;
3. l'Ufficio legislativo, competente per gli aspetti legislativi e regolamentari che coinvolgono il ministero degli affari esteri;
4. l'Ufficio per i rapporti con il Parlamento, che presta assistenza al ministro e ai sottosegretari di Stato nell'esercizio delle rispettive attività parlamentari;
5. le segreterie dei sottosegretari di Stato.

## Ministri degli affari esteri di vari Paesi
Le specifiche funzioni del ministro degli esteri sono regolate dalla legislazione e dalle consuetudini nazionali e i suoi poteri si differenziano a seconda dell'organizzazione politica di ciascuno Stato. Nel governo federale degli Stati Uniti d'America l'organo corrispondente è denominato segretario di Stato mentre in alcuni stati dell'America Latina, quali il Brasile, è detto cancelliere. In Germania è chiamato ministro federale degli affari esteri; nel Regno Unito è invece denominato segretario di Stato degli affari esteri e del Commonwealth.

### Unione europea
Quanto all'Unione europea, il trattato di Lisbona istituisce la figura dell'Alto rappresentante dell'Unione per gli affari esteri e la politica di sicurezza, che sostituisce l'ex alto rappresentante per la politica estera e di sicurezza comune previsto dal precedente trattato di Amsterdam. L'alto rappresentante ha attualmente le seguenti funzioni:
1. guidare la politica estera dell'Unione;
2. presiedere il Consiglio nella formazione Affari Esteri;
3. essere vicepresidente della Commissione;
4. essere commissario alle relazioni esterne;
5. avvalersi del Servizio europeo di azione esterna.